# Нуэва-Росита
Нуэва-Росита (исп. Nueva Rosita) — город в Мексике, штат Коауила, входит в состав муниципалитета Сан-Хуан-де-Сабинас и является его административным центром. Численность населения, по данным переписи 2020 года, составила 39 058 человек.

## Общие сведения
С начала XX века бурный рост угольнодобывающей деятельности привёл и к росту рабочего посёлка, а 5 мая 1979 года ему был присвоен статус города и он стал центром муниципалитета.

## Фотографии

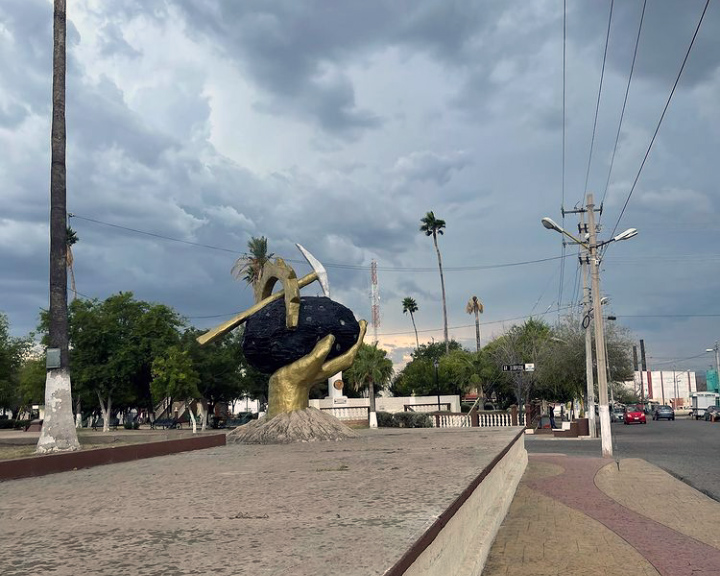
Монумент в честь работников шахт
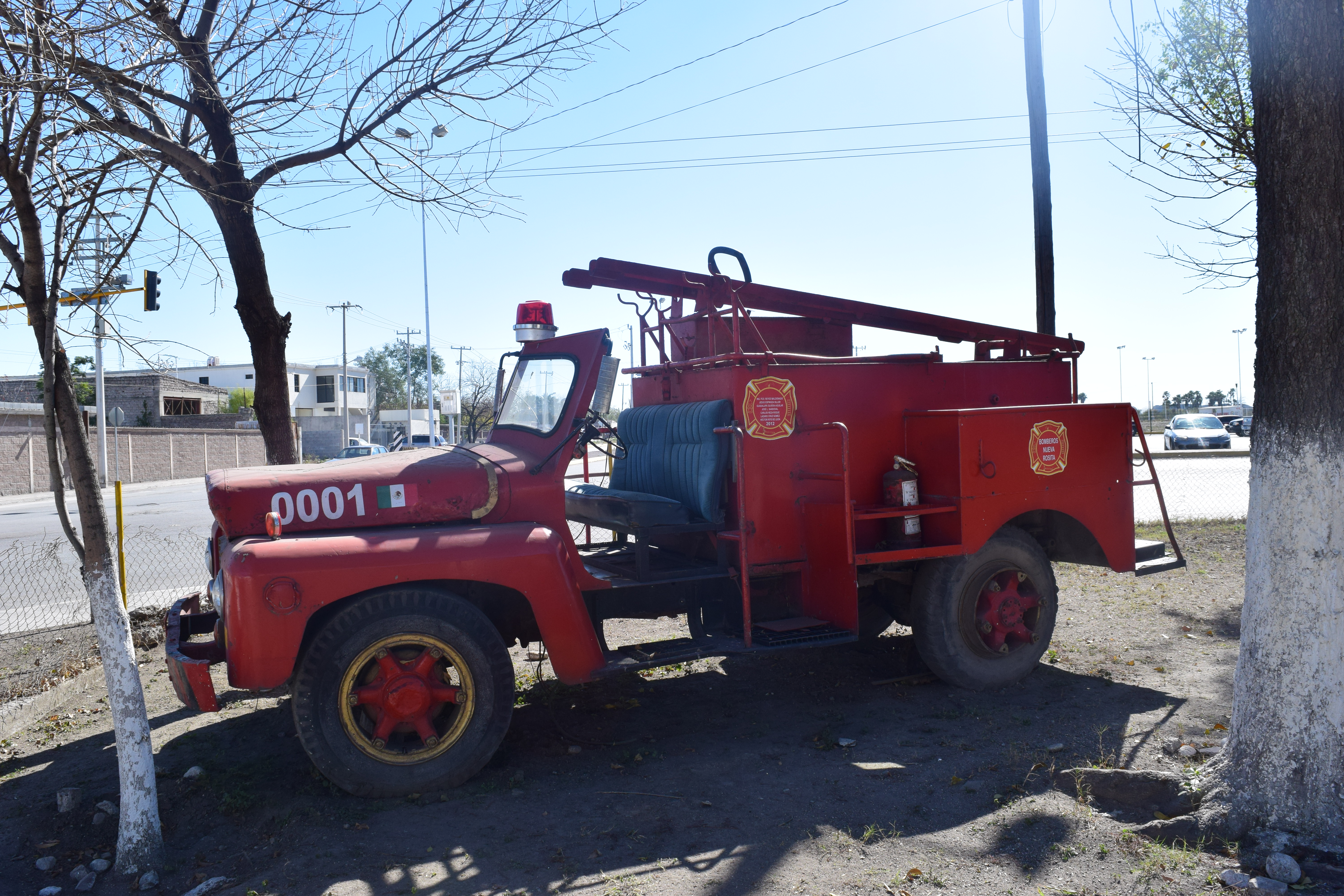
Исторический пожарный автомобиль